# Eagle Rock (Los Angeles)
Eagle Rock ist ein Stadtteil im Nordosten der US-amerikanischen Millionenstadt Los Angeles.

## Name

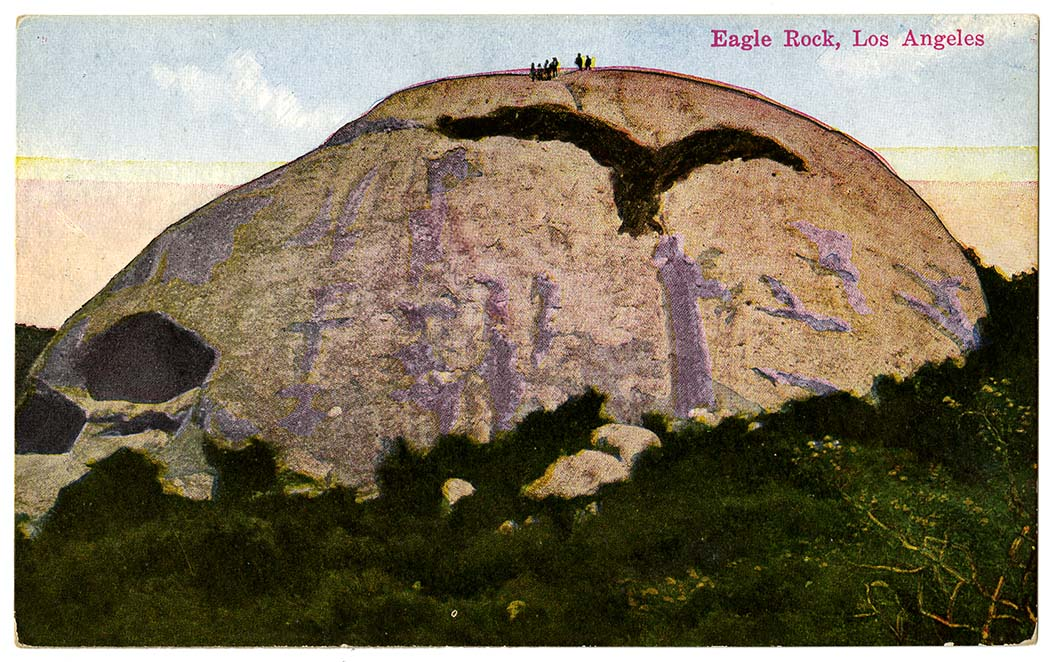
Der Eagle Rock auf einer historischen Postkarte.

Der Name des Stadtteils leitet sich von einer im Norden gelegenen Felsformation ab, die einen Schatten wirft, der an einen fliegenden Adler erinnert. In spanischer Zeit hieß der Felsen Piedra Gorda (Dicker Felsen), die Assoziation mit dem Vogel kam wohl erst mit Englisch sprechenden Siedlern auf. Allerdings wird eine angebliche Legende der Tongva erzählt, nach der ein Adler ein Kind entführte und in den Felsen verwandelt worden sein soll.

## Lage

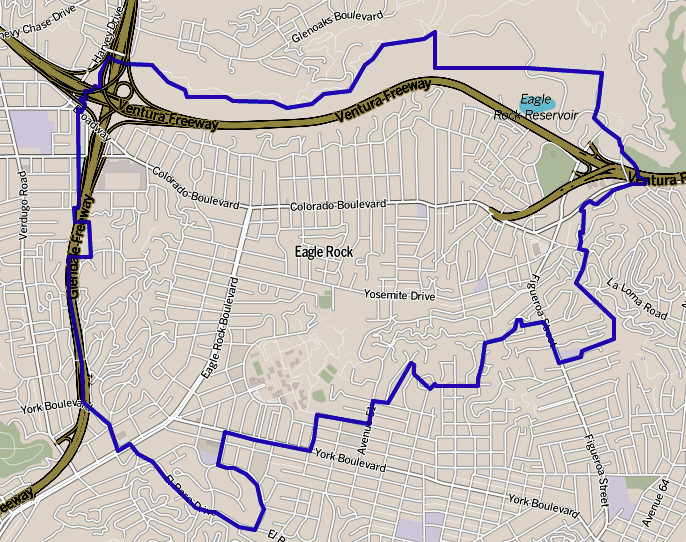
Karte von Eagle Rock.

Eagle Rock liegt zwischen den Städten Glendale im Norden und Westen des Viertels und Pasadena im Osten. Es grenzt im Süden und Südwesten an die Stadtteile Glassell Park, Mount Washington und Highland Park.
Der Stadtteil liegt in einem Tal der San Rafael Hills und ist durch diese vom übrigen Stadtgebiet von Los Angeles isoliert. Durch Eagle Rock verläuft ein Abschnitt der Raymond-Verwerfung (Raymond Fault).

## Bevölkerung
Nach der Volkszählung 2000 lebten in dem Viertel 32.493 Personen, nach Schätzungen der Stadt Los Angeles waren es 2008 34.466 Einwohner. Die Bevölkerung bestand zu 40,3 % aus Latinos, zu 29,8 % aus Weißen, und zu 23,9 % aus Asiaten. Der Stadtteil gilt damit als sehr gemischt, mit einem für den Los Angeles County hohem Anteil an aus Asien stammenden Personen. Die Bewohner stammen zu 27,1 % aus Mexiko und zu 16,8 % aus den Philippinen. 38,5 % wurden außerhalb der Vereinigten Staaten geboren, wobei hiervon  35,1 % auf den  Philippinen und 25,1 % in Mexiko geboren wurden.

## Geschichte
Das Gebiet war Siedlungsgebiet der Tongva-Volkes.
In der spanischen Kolonialzeit war das heutige Eagle Rock zunächst Teil des Landes der 1771 etablierten Mission San Gabriel. 1784 übertrug der spanische Gouverneur von Alta California Pedro Fages Corporal Jose Maria Verdugo Land, das als Rancho San Raphael bekannt wurde. Die Schenkung wurde 1798 nochmals bestätigt. Am 12. April 1831 verstarb Verdugo und hinterließ das Land seinen Kindern Julio und Catalina Verdugo.
Während des Mexikanisch-Amerikanischen Krieges fanden am 11. Januar 1847 im heutigen Eagle Rock unter einer Eiche Vorverhandlungen zwischen Amerikanern und  Mexikanern statt. Zwei Tage später wurde in Campo de Cahuenga in der Folge der Vertrag von Cahuenga unterzeichnet, mit dem der Krieg auf dem westlichen Kriegsschauplatz endete.
1851 wird der Verdugo-Familie durch das United States Board of Land Commissioners das Eigentum an der Ranch bestätigt. 1861 teilten die Geschwister das Land auf, das heutige Eagle Rock gehörte zu Julio Vertugos Anteil, der auf sein Land eine Hypothek in Höhe von $3.445,37 aufnahm, die er bereits drei Jahre später nicht mehr bedienen konnte. 1869 erwarb Alfred Beck Chapman das Land, beließ aber Julio Vertugo Land um das von ihm errichtete Lehmgebäude. Wegen Ungenauigkeiten bei der Abgrenzung von Eigentum in dem Gebiet wurden 1870 gerichtlich eine Erfassung durch Landvermesser angeordnet. Das Gebiet des heutigen Stadtteils fiel an Benjamin Dreyfuss aus Anaheim. Dreyfuss war Winzer und plante sein Land für Weinbau zu nutzen. Der Befall mit Rebläusen beendete dieses Projekt jedoch.
1876 kam der Erzherzog Ludwig Salvator von Österreich-Toskana bei einer seiner Reisen durch die Gegend. Von ihm stammt die erste Zeichnung des für Eagle Rock namensgebenden Felsen.

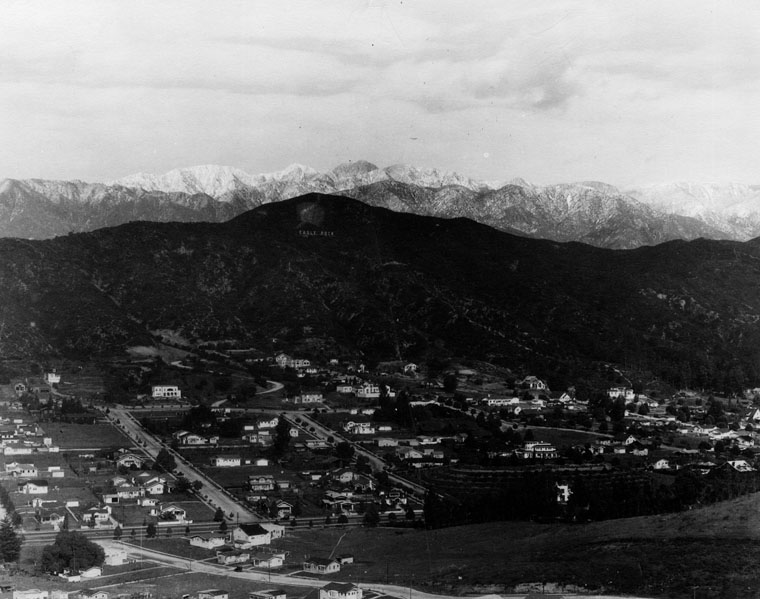
Eagle Rock um 1900.

1879 und 1886 wurden die Ländereien geteilt und verkauft. 1884 öffnete die erste Schule in Eagle Rock und 1887 wurde eine Eisenbahnverbindung geschaffen, die allerdings bereits 1889 wieder demontiert wurde. Ab 1904 bestanden Telefonverbindungen und ab 1906 wieder eine Eisenbahnverbindung. 1910 errichtete die Los Angeles Gas and Electric Co. Gasleitungen.
Am 8. August 1910 fand auf Veranlassung von Randolph Hearst in Eagle Rock die erste Versammlung der Boy Scouts of America von Südkalifornien statt.
Zum 1. März 1911 wurde nach einer Abstimmung unter den etwa 600 Einwohnern Eagle Rock zur Stadt erhoben. 1912 wurde die Poststation eröffnet. 1913 wurde mit dem Bau des Campus des Occidental College in Eagle Rock begonnen. 1921 wurden das Rathaus und die Feuerwehrstation errichtet. Das Rathaus wurde im folgenden Jahr eingeweiht. Am 27. März 1923 stimmten die Bürger der Stadt Eagle Rock für die Eingemeindung nach Los Angeles.

## Verkehr
Im Westen von Eagle Rock verläuft die California State Route 2 und im Norden die California State Route 134 (Ventura Freeway). Der von Pasadena nach Glendale durch Eagle Rock verlaufende Abschnitt des Ventura Freeway trägt seit Dezember 2018 den Namen President Barack H. Obama Highway. Benannt wurde der Abschnitt nach Barack Obama, der 1979 bis 1981 in Eagle Rock am Occidental College studierte.